# U 209
U 209 war ein deutsches Unterseeboot des Typs VII C. Diese U-Bootklasse wurde aufgrund ihrer Eigenschaften als „Atlantikboot“ bezeichnet. U 209 wurde durch die Kriegsmarine während des U-Boot-Krieges bei Geleitzugschlachten im Nordmeer und im Nordatlantik eingesetzt.

## Technische Daten

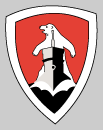
Flottillenzeichen der 11. U-Flottille

Obwohl die Kieler Germaniawerft durch die Reichsmarine hauptsächlich mit dem Bau von Großkampfschiffen beauftragt war, wurden im kleinen Rahmen und teilweise unter Geheimhaltung bereits seit 1935 U-Boote, auch für den Export, gefertigt. Als die Kriegsmarine ihr U-Bootbauprogramm nach Kriegsbeginn ausweitete, wurde diese Werft mit einem jährlichen Ausstoß von 42 Booten eingeplant. Diese Marge konnte jedoch nie erreicht werden. Im Jahr 1941 stellte die Germaniawerft neben U 209 neun weitere Boote des Typs VII C fertig. Ein U-Boot dieser Klasse hatte eine Verdrängung von 761 Kubikmetern über und 865 Kubikmetern unter Wasser. Die Dieselmaschine gewährleistete eine Überwassergeschwindigkeit von 17 kn, das sind 31,5 km/h. Beim Tauchen ermöglichten die beiden Elektromotoren bis zu 7,6 kn, also 14 km/h. Ein VII C hatte eine Länge von 67,1 Metern, eine Breite von 6,2 Metern und einen Tiefgang von 4,8 Metern. Üblicherweise waren 44 Mann Besatzung an Bord. U 209 führte am Turm neben dem Bootswappen, das einen U-Bootkiel darstellte, der einen Löwen erdrückt, das Zeichen der 11. U-Flottille und das Wappen seiner Patenstadt Brünn.

## Kommandant
Heinrich Brodda wurde am 9. Mai 1903 in Altenessen geboren und trat 1921 in die Reichsmarine ein. Bei Kriegsbeginn diente er zunächst auf dem U-Boottender Lech. Im Januar 1940 wurde Heinrich Brodda zum Kapitänleutnant befördert und erhielt das Kommando auf dem Räumbootbegleitschiff Nettelbeck. Anschließend kommandierte er den Flottenbegleiter F6. Im Sommer 1941 absolvierte er seine U-Bootausbildung und seinen U-Bootkommandantenlehrgang. Im Anschluss an die Baubelehrung übernahm Heinrich Brodda das Kommando auf U 209, das er am 11. Oktober 1941 in Dienst stellte.

## Einsatz und Geschichte
Nach der Indienststellung gehörte das Boot als Ausbildungsboot zur 6. U-Flottille und war in Danzig stationiert. Bis Februar 1942 unternahm Kommandant Brodda mit dem Boot Ausbildungsfahrten in der Ostsee zum Training der Besatzung. Ende März 1942 überführte er das Boot zum norwegischen U-Bootstützpunkt Kirkenes. Von hier aus brach das Boot am 7. April zu einer Unternehmung auf, in deren Verlauf es gegen die Nordmeergeleitzüge QP 10 und PQ 14 eingesetzt wurde. Diese Fahrt endete am 20. April in Bergen. Von hier aus unternahm Kommandant Brodda zwei weitere Feindfahrten im Nordmeer. Im Juli kehrte U 209 nach Kirkenes zurück. Von hier aus operierte das Boot im August im Eismeer, in der Kara-Straße und vor Nowaja Semlja. Auf dieser Feindfahrt attackierte Kommandant Brodda ein sowjetisches Schleppgeleit, das politische Gefangene transportierte mit Artillerie. Bei diesem Angriff wurden 305 Häftlinge getötet. Nach einer Verlegungsfahrt wurde das Boot in Narvik stationiert, von wo aus Kommandant Brodda eine Unternehmung in den Nordatlantik führte. Im Dezember 1942 überführte er das Boot zurück nach Kiel, von wo aus U 209 am 6. April zu seiner letzten Unternehmung aufbrach.

## Versenkung
Am 4. Mai versenkte ein Catalina-Flugboot, das zur Sicherung des Geleitzugs ONS 5 gehörte, U 209 mit vier flach eingestellten Wasserbomben.